# The Faithful Heart
Pour plus de détails, voir Fiche technique et Distribution.
The Faithful Heart est un drame britannique réalisé par Victor Saville en 1932. Il s'agit d'une adaptation de la pièce éponyme de Monckton Hoffe publiée en 1921. Le film a été présenté à la Mostra de Venise 1932.

## Fiche technique
- Titre original : The Faithful Heart
- Réalisation : Victor Saville
- Scénario et dialogues : Lajos Biró, Angus MacPhail, Victor Saville, Robert Stevenson, d'après la pièce de Monckton Hoffe
- Photographie : Mutz Greenbaum
- Montage : Ian Dalrymple
- Décors : Alex Vetchinsky
- Musique et direction musicale : Louis Levy
- Production : Michael Balcon
- Société de production : Gainsborough Pictures
- Pays d'origine :  Royaume-Uni
- Société de distribution : Ideal Films
- Date de sortie : Royaume-Uni : mai 1932
- Format : Noir et blanc - 35 mm - 1,37:1 - son mono
- Genre : drame, romance
- Durée : 83 minutes

## Distribution
- Herbert Marshall : Waverly Ango
- Edna Best : Blackie Anderway/la fille de Blackie
- Mignon O'Doherty : Miss Gattiscombe
- Laurence Hanray : Major Ango
- Anne Grey : Diana
- Athole Stewart : Sir Gilbert Oughterson